# Liste der Äbte von Cîteaux
Dieser Artikel listet chronologisch die Äbte von Cîteaux (1098–1797) auf, die von Amts wegen zugleich Generaläbte des ganzen Zisterzienserordens waren und die Funktion eines Generaloberen innehatten.
| Name                                         | Amtszeit                                    |
| -------------------------------------------- | ------------------------------------------- |
| Hl. Robert                                   | 21. März 1098–6. Juli 1099                  |
| Hl. Alberich                                 | Juli 1099–26. Januar 1108                   |
| Hl. Stephan Harding                          | 1108–September 1133                         |
| Guy de Trois-Fontaines                       | 1133–Anfang 1134                            |
| Raymond de Bar                               | 1134–16. Dezember 1150                      |
| Goswin de Bonnevaux                          | Anfang 1151–31. März 1155                   |
| Lambert de Morimond                          | April 1155–September 1161                   |
| Fastrède de Gaviaumer                        | September 1161–21. April 1163               |
| Hl. Gilbert le Grand                         | Mai 1163–17. Oktober 1168                   |
| Alexandre de Cologne                         | November 1168–28. Juli 1178                 |
| Guillaume I. de Toulouse                     | Dezember 1178–27. November 1180             |
| Pierre I. de Pontivy                         | Anfang 1181–März/April 1184                 |
| Bernard de Fountains                         | September 1184–1. Januar 1186               |
| Guillaume II. de la Prée                     | Anfang 1186–August 1189                     |
| Thibaut                                      | August 1189–11. Januar 1190                 |
| Guillaume III.                               | Januar 1190–3. Januar 1194                  |
| Pierre II.                                   | Januar 1194–März/April 1194                 |
| Guy II. de Paray                             | April/Mai 1194–1200                         |
| Arnaud Amaury                                | September 1200–12. März 1212                |
| Hl. Konrad von Urach                         | 3. April 1217–8. Januar 1218                |
| Gauthier d’Orchies                           | Anfang 1219–1236                            |
| Jean de Boxley                               | 11. November 1236–1238                      |
| Guillaume IV. de Montaigu                    | 1238–1243                                   |
| Boniface                                     | Juli 1243–1257 (?)                          |
| Guy III. de Bourgogne                        | 1257 oder 1258–Mai 1262                     |
| Jacques de Cîteaux                           | Mai/Juni 1262–1266                          |
| Jean II. de Ballon                           | 1266–9. Oktober 1284                        |
| Thibaut II. de Saucy                         | Oktober 1284–2. Januar 1294                 |
| Robert II. de Pontigny                       | Januar 1294–30. November 1299               |
| Rufin de la Ferté                            | 9. Oktober 1294–30. November 1299           |
| Jean III. de Pontissier de Pontoise          | Ende 1299–1303                              |
| Henri                                        | Mitte 1303–28. Juli 1315                    |
| Konrad II. de Metz                           | August 1315–6. Januar 1317                  |
| Guillaume V.                                 | Januar 1317–13. Februar 1337                |
| Jean IV. de Chaudenay                        | 19. Februar 1337–8. Juni 1359               |
| Jean V. le Gentil de Rougemont               | 9. Juli 1359–23. März 1363                  |
| Jean VI. de Bussières                        | Ende März 1363–20. Dezember 1375            |
| Gérard de Bussières de la Tour d’Auvergne    | Anfang 1376–9. Juli 1389                    |
| Jacques II. de Flogny                        | August 1389–18. April 1405                  |
| Jean VII. de Martigny                        | 1405–21. Dezember 1428                      |
| Jean VIII. Picart d’Aulnay                   | 1429–30. April 1440                         |
| Jean IX. Vion de Gevrey                      | 1440–25. November 1458                      |
| Guy IV. d’Autun                              | Ende 1458–22. Juli 1462                     |
| Humbert-Martin de Losne                      | 1462–24. März 1476                          |
| Jean X. de Cirey                             | Ende April 1476–20. November 1501           |
| Jacques III. Theuley de Pontailler-sur-Saône | 1501–25. Oktober 1516                       |
| Blaise Légier de Ponthémery                  | 1516–10. September 1517                     |
| Guillaume V. du Boissey                      | 16. September 1517–25. April 1521           |
| Guillaume VI. Le Fauconnier                  | 29. April 1521–26. März 1540                |
| Jean XI. Loysier                             | 30. März 1540–26. Dezember 1559             |
| Louis I. de Baissey                          | 6. Januar 1560–19. Juni 1564                |
| Jérôme de la Souchière                       | 1./2. Juli 1564–23. Oktober 1571            |
| Nicolas I. Boucherat                         | 12. Dezember 1571–Dezember 1583             |
| Edmond I. de la Croix                        | Juni 1584–21. August 1604                   |
| Nicolas II. Boucherat                        | Oktober 1604–Anfang Mai 1625                |
| Pierre Nivelle                               | 3. Juni 1625–30. November 1635              |
| Kardinal de Richelieu                        | 19. November 1635–4. Dezember 1642          |
| Claude Vaussin                               | 2. Januar 1643/10. Mai 1645–1. Februar 1670 |
| Louis II. Loppin                             | 29. März 1670–6. Mai 1670                   |
| Jean XII. Petit                              | 20. Juli 1670–15. Januar 1692               |
| Nicolas III. Larcher                         | 27. März 1692–4. März 1712                  |
| Edmond II. Perrot                            | 20. Mai 1712–31. Januar 1727                |
| Andoche Pernot des Crots                     | 21. April 1727–14. September 1748           |
| François Trouvé                              | 27. November 1748–25. April 1797            |

Die Generaläbte der Zisterzienser nach der Französischen Revolution sind unter Generaläbte der Zisterzienser zu finden. Die Äbte des Klosters Cîteaux unter den Trappisten von 1898 bis heute sind unter Trappistenäbte zu finden.